# Oncholaimus brachycerus
Oncholaimus brachycerus är en rundmaskart som beskrevs av De Man 1889. Oncholaimus brachycerus ingår i släktet Oncholaimus och familjen Oncholaimidae. Inga underarter finns listade i Catalogue of Life.